# Erzingen (Balingen)
Erzingen ist ein Stadtteil von Balingen im Zollernalbkreis in Baden-Württemberg.

## Geographie

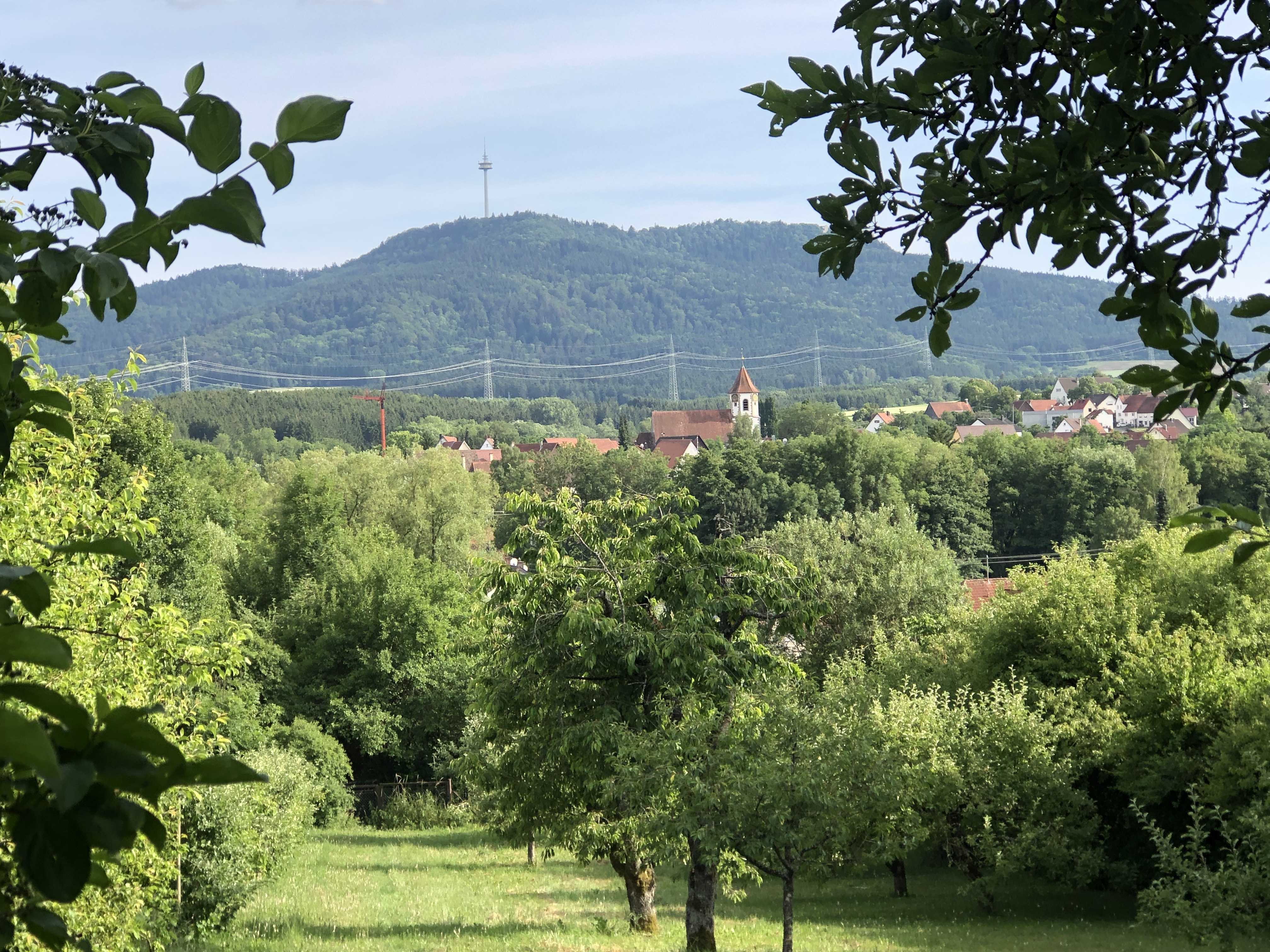
Erzingen unterhalb des Plettenbergs

Erzingen liegt unterhalb des Plettenbergs etwa drei Kilometer südwestlich von Balingen an der Steinach. Das Dorf ist von den Orten Endingen, Roßwangen, Dormettingen und Geislingen umgeben.

## Geschichte
Erzingen wurde 1225 als Arcingin erstmals erwähnt. Vermutlich entstand der Ort aus zwei Siedlungen mit den Namen Erzingen und Böllingen. Bis 1396 sind Herren von Erzingen erwähnt, von diesen stammen wohl die Erzinger in Rottweil ab. 1403 kam der Ort an Württemberg und war später dem Oberamt Balingen unterstellt. Somit lag Erzingen seit 1806 im neu errichteten Königreich Württemberg, aus welchem 1919 der gleichnamige Volksstaat hervorging.
Bronnhaupten wurde 1140 als Brunnohoubiton erstmals erwähnt. Die Grundherrschaft lag bei der Herrschaft Kallenberg, mit der die Siedlung 1381 an Habsburg gelangte. Im 15. Jahrhundert war das Dorf verödet. Die Güter wurden vom Rittergut Geislingen erworben. Die Herrschaftsrechte wurden 1591 von den Truchsessen von Waldburg erworben. Ab 1598 war Bronnhaupten vorübergehend Herrschaftssitz. Im 17. Jahrhundert erwarb Württemberg alle Rechte. Ab 1703 war es Rentkammergut und unterstand der Verwaltung in Balingen.
1944 bis 1945 bestand das KZ Erzingen, um im Rahmen des Unternehmens Wüste Treibstoff aus Ölschiefer zu gewinnen. Bei Erdarbeiten für die Wüste-Werke 4 und 5 wurden Alemannengräber entdeckt. Die wehrgeologische Abteilung des Geologen und SS-Hauptsturmführers Jordan untersuchte, zeichnete und registrierte diese Gräber. Die Fundstücke wurden nach Berlin zu Oswald Pohl gebracht.

### Eingemeindungen
- 1852 wurde Bronnhaupten nach Erzingen eingemeindet.
- Am 1. September 1971 wurde Erzingen nach Balingen eingemeindet.[1]

## Religion
- Evangelische Kirchengemeinde Erzingen-Schömberg

## Politik

### Ortsvorsteher
- Herbert Reuß (1990–2009)
- Manfred Sautter (2009–2016)
- Carsten Stuck (2016–2017)
- Frank Feuser (2018–2019)
- Hans Wendel (seit 2019)

### Wappen
Die Blasonierung des Wappens von Erzingen zeigt in Goldenem Schildhaupt eine rechts gerichtete schwarze Hirschstange. Darunter ein silbernes Mühleisen auf schwarzem Grund.
Erklärung: Das Schildhaupt zeigt die Zugehörigkeit zu Württemberg. Das Mühleisen ist das Wappen der Herren von Erzingen aus dem 13. und 14. Jahrhundert.

### Bauwerke
Siehe auch: Liste der Kulturdenkmale in Erzingen
- St. Georgskirche Erzingen, evangelisch (spätgotischer Chor mit Langhaus von 1833)

### Regelmäßige Veranstaltungen
Seit 1995 wird von der evangelischen Kirchengemeinde Erzingen-Schömberg jährlich das Balinger Rockfestival organisiert. Dies fand bis 2009 in Erzingen statt und verzeichnet jährlich rund 1.000 Besucher. Künftig wird das Festival in der neu gebauten Balinger Messehalle stattfinden.

## Wirtschaft und Infrastruktur

### Verkehr
Erzingen liegt direkt an der Bundesstraße 27. Erzingen wurde 1911 ans Eisenbahnnetz (Balingen–Rottweil) angeschlossen, welches heute neben dem Güterverkehr im Sommer an Wochenenden für den Personenverkehr touristisch genutzt wird.

### Öffentliche Einrichtungen
Die Freiwillige Feuerwehr Balingen, Abteilung Erzingen, führt ein Tragkraftspritzenfahrzeug in ihrem Fuhrpark und zählt derzeit 27 aktive Feuerwehrmänner und zwei Jugendfeuerwehrangehörige zu ihrer Mannschaft.

## Söhne und Töchter von Erzingen
- Philipp Nicodemus Frischlin (1547–1590), späthumanistischer Philologe, neulateinischer Dramatiker und Lyriker

## Persönlichkeiten, die mit Erzingen in Verbindung stehen
- Ingeborg Ziebarth (1916–1993), ab Ende 1944 Kontoristin im KZ-Außenlager Erzingen[2]